# 경종 (조선)
경종(景宗, 1688년 음력 10월 28일 ~ 1724년 음력 8월 25일)은 조선의 제20대 국왕(재위: 1720년 7월 6일(음력 6월 13일) ~ 1724년 9월 30일(음력 8월 25일)이다. 숙종의 맏아들로, 어머니는 희빈 장씨이며 영조의 이복 형이다.

## 생애

### 탄생과 세자 책봉
1688년(숙종 14년) 10월 28일, 창경궁 취선당에서 숙종(肅宗)과 당시 정2품 소의(昭儀)였던 희빈 장씨 사이에서 2남중 장남으로 태어났다. 숙종은 총애하던 장씨에게서 아들을 얻자, 후사를 근심하던 차에 매우 기뻐하였다.
1689년(숙종 15년), 숙종은 태어난지 100일도 안된 왕자를 원자(元子)로 책봉하고 명호를 내리면서, 생모인 소의 장씨도 내명부 정1품 희빈(禧嬪)에 봉하였다.

### 기사환국
이때 원자의 명호를 내리는 일과 희빈 장씨의 처우를 두고 정쟁이 발생하였는데, 서인은 인현왕후가 아직 젊고 왕자를 생산할 수 있는데 태어난지 얼마 안된 왕자를 원자로 책봉하는 일은 시기상조라며 반대하였다.
이에 숙종은 환국을 일으켜 자신의 뜻에 반대하는 서인을 대거 실각시키고 남인을 기용하였다. 서인 산림의 영수이자 효종, 현종의 스승이었던 송시열을 비롯해 김수항 등이 사사되고 서인 정권이 붕괴하였다. 또한 당시 왕비였던 서인 출신의 인현왕후가 폐위되고, 어머니 희빈 장씨가 왕비로 책봉되었다.
1690년(숙종 17년) 6월 16일, 왕세자에 책봉되었다. 1696년(숙종 23년), 심호(沈浩)의 딸 심씨(단의왕후)와 혼인하였다.

### 갑술환국과 무고의 옥
1694년(숙종 20년), 우의정 민암은 숙종에게 서인(노론과 소론)이 거짓 풍문을 지어내 인심을 흉흉하게 하고 간악한 짓을 꾸미려 한다는 함이완의 밀고를 받았음을 전하며 서인의 처벌을 청하였다. 서인에서는 인현왕후의 복위 운동을 꾀하며 민암과 장희재가 역모를 꾸미고 있다고 역고변을 하였는데, 숙종은 갑작스럽게 환국을 일으켜 남인 정권을 무너뜨리고 서인을 재등용하면서 남인은 이후 정계에서 소멸하였다.
이 과정에서 폐위된 인현왕후가 복위하고 희빈 장씨가 왕비의 자리에서 내려와 빈(嬪)으로 강등되었는데, 희빈의 처우를 두고 서인 내의 노론과 소론이 갈등하였다. 희빈 장씨의 폐위를 반대하는 소론은 이후 왕세자(경종)를 지지하였고, 인현왕후의 복위를 지지하는 노론은 숙빈 최씨 소생이자 경종의 이복동생인 연잉군(영조)을 지지하게 된다.
이러한 정국 속에서 1701년(숙종 27년) 인현왕후가 승하하자, 희빈 장씨와 그 측근들이 인현왕후를 저주하고 모해하였다는 노론과 숙빈 최씨의 고변이 있었고, 숙종은 관련자들을 국문하여 대대적으로 처벌하였으며 희빈 장씨에게 자진을 명하여 사사하였다.

### 험난한 즉위 과정

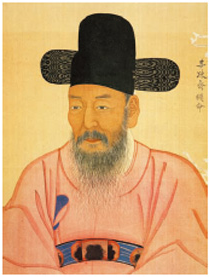
이이명 (1658-1722)
----경종의 정적이었던 노론의 영수로, 세종의 12남인 밀성군의 후손이기도 하다.
이이명은 신임사화 때 처형되었다.

어머니 희빈 장씨가 노론 세력에 의해 사사되면서, 경종은 희빈 장씨의 정적인 노론의 압박속에 불안정한 세자의 지위를 유지하였다. 또한 후사도 두지 못했으므로 말년의 숙종은 노론의 영수인 좌의정 이이명과 독대(獨對, 왕이 사관을 물리고 신하와 단둘이서 만남)하여 세자의 후사에 대한 언급을 하였으나, 사관이 입시하지 못하게 한 채 이루어졌으므로 자세한 내용은 알 수 없다. (정유독대)
숙종과 이이명의 독대를 두고 사관은 물론 유생들이 비판하였고 세자의 지지세력인 소론 또한 이이명과 숙종의 처사를 비판하였다. 와병 중이던 소론의 영중추부사 윤지완(尹趾完)은 82세의 노구였으나 관을 들고 상경해 군신간의 독대를 격렬하게 비판했다.
| “ | 독대는 상하(上下)가 서로 잘못한 일입니다. 전하께서는 어찌 상국(相國)을 사인(私人)으로 삼을 수 있으며 대신(大臣) 또한 어떻게 여러 사람들이 우러러 보는 지위로서 임금의 사신(私臣)이 될 수 있습니까? | ” |

숙종은 이이명과의 독대를 비난하는 대신들에게 변명으로 자신의 의견을 전하고, 자신의 병이 심해짐을 이유로 세자에게 대리청정을 명하였다. 숙종 말년의 정쟁은 경종을 지지하는 소론과 연잉군을 지지하는 노론 세력으로 양분되어 대립하였는데, 숙종이 죽고 경종이 즉위하면서 노론과 연잉군은 정치적 위기를 맞이하였다.
1718년(숙종 44년), 세자빈 심씨가 죽자 단의빈(端懿嬪)의 시호를 내리고 즉위 후에 단의왕후(端懿王后)로 추존하였다. 같은 해 어유구(魚有龜)의 딸 어씨(魚氏, 선의왕후)를 세자빈으로 맞아들였다.

## 치세
1720년(경종 즉위년) 6월 13일, 경희궁 숭정문에서 즉위하였다. 숙종의 병신처분 이후 연잉군(영조)을 지지하는 노론이 정국을 장악한 가운데 경종이 즉위하였고, 왕권은 불안정하고 미약하였다.
평소 말수가 적고 자신의 의견을 강하게 피력하지 못하던 경종에게 노론은 노골적으로 불충(不忠)한 모습을 보였는데, 대표적인 사례들이 희빈 장씨의 추숭 문제와, 연잉군의 왕세제 책봉 및 대리청정 주청, 경종이 후사를 두지 못함을 운운한 '위약' 언급 사건이다.
소론 강경파는 이런 노론에 맞서며 옥사를 일으켜 신임사화가 발생하였고, 이이명을 비롯한 노론의 4대신이 처형당하고 노론이 실각하였으나 경종이 급서하고 영조가 즉위하면서 노론은 복권하였다.

### 희빈 장씨 추숭 문제
1720년(경종 즉위년) 7월, 소론을 중심으로 희빈 장씨의 추숭 문제가 논의되었는데, 유학 조중우가 상소를 올려 희빈 장씨의 명호를 정하여 줄 것을 청하였다.
 
유학(幼學) 조중우(趙重遇)가 상소하기를,
 
"제왕(帝王)의 덕의(德義)는 효행에 지나침이 없고, 추보(追報)의 도리는 예경(禮經)의 밝은 훈계이며,
어미가 아들로써 존귀하게 되는 것은 《춘추(春秋)》의 대의(大義)입니다.
이제 전하께서 종사(宗社)와 신인(神人)의 주(主)가 되었는데,
낳아 주신 어버이는 오히려 명호(名號)가 없이 적막한 마을에 사우(祠宇)는 소조(蕭條)하고
한 줌의 무덤에는 풀만 황량합니다.
문무 조신(文武朝臣)의 2품관도 오히려 증직(贈職)의 영전(榮典)이 있는데,
전하께서는 당당한 천승(千乘)의 존귀한 몸으로써 유독 낳아서 길러 준 어버이에게는 작호를 더함이 없으니,
무엇으로써 나라의 체통을 높이고 지극한 정리(情理)를 펴겠습니까?
신이 기억하기로는 지난날 선대왕(숙종)께서 전하의 정리를 통촉하여 특히 천장(遷葬)을 허락하셨고,
전하의 뜻을 살피셔서 다시 망곡(望哭)하게 했으니, 이로써 미루어 보건대
선대왕의 척강(陟降)하는 영혼이 오늘날의 거조에 대하여 반드시 어긋났다고 하지는 않을 것입니다.
신이 삼가 《선원보략(璿源譜略)》 1책을 보니, 전후의 찬집에 있어 모두 품의하여 예재(睿裁)하였는데,
‘희빈(禧嬪)’ 두 글자를 일찍이 삭제하지 않았으니, 선대왕의 은밀한 뜻이 어찌 그 사이에 있지 않겠습니까?
엎드려 원하건대 특히 예관에게 명을 내려 빨리 명호(名號)를 정하여
지극한 정리를 펴고 나라의 체통을 높이소서."
 — 《경종실록》 1권,
경종 즉위년(1720년 7월 21일) (병술)
숙종이 희빈 장씨의 작호를 거두지 않고 천장과 망곡례를 허가했던 것은 경종이 즉위한 후에 희빈을 추존할 수 있도록 한 숙종의 은밀한 뜻이었으니 희빈 장씨에게 마땅히 명호를 올려야 한다는 상소가 빗발쳐 올라왔다.
이에 희빈 장씨를 사사하는데 일조하였던 노론이 대대적으로 반대하자, 노론의 기세에 눌린 경종은 선왕의 국상 중에 논할 일이 아니라며 상소를 올린 유학 조중우를 변방에 유배보내는 것으로 마무리 하려 했으나, 노론의 대신들은 조중우를 국문할 것을 요구하였고, 경종은 이를 거절하였다. 하지만 노론은 조중우와 그 무리들을 압송해 국문하였고 조중우는 유배 가는 길에 사망하였다.
얼마 후, 성균관 장의(성균관 유생 대표) 윤지술이 장의의 권한으로 권당(성균관 유생들의 동맹휴학)을 선언하며 숙종대왕 지문(誌文)에 숙종이 희빈 장씨를 사사한 신사년의 일(무고의 옥)을 누락한 것을 비난하며 다시 기록할 것을 청하였다.
| “ | (숙종이 희빈을 사사한) 신사년의 처분은 선왕(숙종)께서 국가 만세(萬世)를 염려한 데에서 나온 것이며 전후 장주(章奏, 상소)의 비답에 성의(聖意)를 보이신 것이 해와 별같이 밝으니 전하께서 감히 다시 마음에 다른 뜻을 품을 수 없는 것이며, 또 그것이 도리에도 당연한 일입니다 | ” |
|   | — 윤지술 |   |

인현왕후의 오빠인 민진원을 주축으로 한 노론은 윤지술의 의기를 칭찬하며 그를 비호하였으나, 윤지술은 국왕의 생모를 망령되이 비난한 죄로 처형되었다.
조중우와 윤지술은 소론과 노론의 입장을 대표하여 각기 다른 생각으로 소를 올린 것이었는데, 조중우는 망령되게 숙종의 뜻을 억측하며 은혜를 빙자하고 대의(大義)에 어긋난 죄로, 윤지술은 어머니와 아들의 끊어질 수 없는 의(義)를 비하하며 군부를 욕보인 죄로 처형된 것이다.
1722년(경종 2년) 신임옥사로 민진원과 노론을 축출한 경종은 비로소 어머니 희빈 장씨를 옥산부대빈(玉山府大嬪)으로 추증하였다.

### 위약 언급 사건

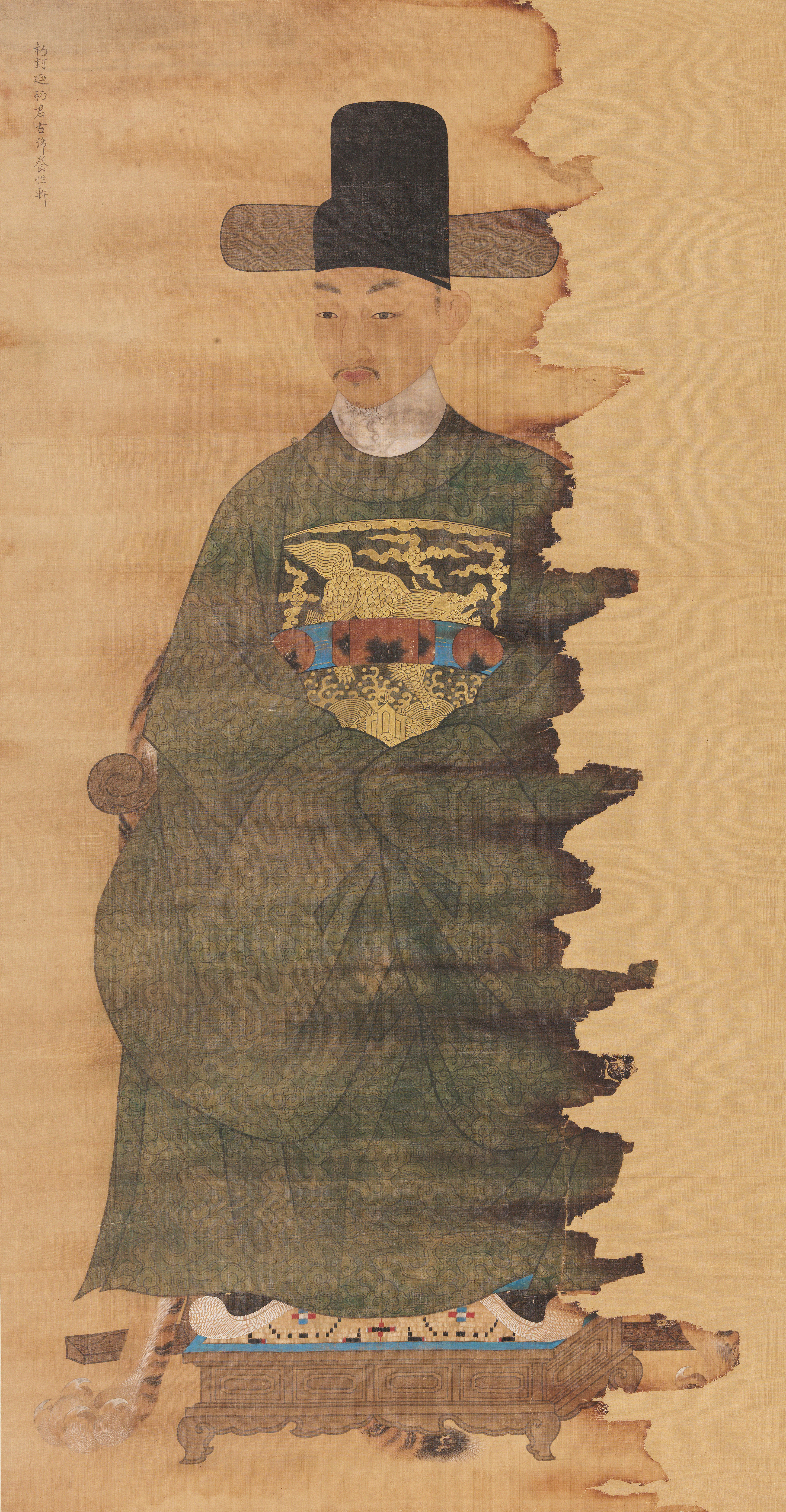
보물 제1491호　《연잉군 초상》
----경종의 이복동생인 영조의 연잉군 시절의 초상화로, 21세때의 모습이다.

경종은 어려서부터 비만이었으며 잔병 치레를 하였는데, 즉위 후에도 후사가 없자 노론은 경종의 이복동생인 연잉군을 왕세제(王世弟)로 책봉할 것을 청하였고, 경종은 연잉군을 왕세제로 책봉하였다.
이에 청나라에 주청사를 보내어 세제 책봉을 승인받고자 하였는데, 이때 경종이 위약(痿弱)하여 후사를 이을 수 없고, 좌우의 잉첩(후비)에게서 후사를 보지 못했다는 부분이 왕을 모욕하였다 하여 주청 부사 윤양래와 서장관 유척기가 변방에 위리안치 되었다.
《경종수정실록》 3권,
경종 2년(1722년 청 강희(康熙) 61년) 6월 19일 (임신)

### 신임옥사
숙종의 뒤를 이어 즉위한 경종은 연잉군을 왕세제로 책봉하여 후사를 도모하라는 노론의 주청속에 1721년(경종 1년) 음력 8월, 이복 동생인 연잉군을 왕세제로 책봉하였다.
이후 한발 더 나아가 노론은 세제의 대리청정을 건의하였고, 소론측에서는 노론의 불순한 의도를 지적하였다. 경종은 별다른 입장 표명을 하지 않다가 목호룡의 고변이 터지면서 공론을 모아 환국을 시도하여 노론 세력을 불충(不忠)과 반역으로 몰았다.
연잉군을 지지하던 노론의 4대신 김창집, 이이명, 이건명, 조태채와 50여명의 고관들이 사형당하고 그 일족이 유배, 투옥되는 등 연잉군은 커다란 지지 세력을 잃었으며, 1722년(경종 2년) 김일경 등의 사주를 받은 박상검(朴尙儉)과 문유도(文有道)의 음모로 생명의 위협을 받기도 했다.
신임사화로 소론 강경파가 정국을 주도하였으나 경종은 병약했고, 경종 비 선의왕후는 비밀리에 사람을 시켜 다른 종친의 아들 중에 양자로 삼아 후사를 이으려고 하였다. 소론의 위협 속에서, 노론과 완론파 소론은 연잉군을 적극적으로 지지하였고, 경종의 비호 아래 연잉군은 불안정하지만 왕세제의 자리를 유지하였다.
경종의 재위 기간 4년은 노론과 소론의 정권 다툼으로 정치가 잠잠할 날이 없던 시기였으므로 특별한 업적 또한 남기지 못했다. 이 시기에 독도가 조선의 영토임을 밝혀 놓은 남구만의 《약천집》이 발간되었고, 서양의 것을 모방한 소화기가 만들어지기도 했다.

## 최후

### 사망
경종은 어려서부터 잔병치레가 많았고, 비만한 몸집에 몸에 열과 화가 많고 형용할 수 없는 병을 앓거나 다시 회복되는 일이 반복되었다.
| “ | 予有奇疾, 十餘年來, 差復無期, 乃先朝之軫念。 내게 십여 년 전부터 이상한 병이 있는데 조금도 회복될 기약이 없으니 이는 곧 선왕(숙종)께서 근심하던 바였다. | ” |

1724년(경종 4년) 여름부터 경종은 소화불량과 설사등으로 8월에는 거의 1달간 제대로 식사를 못할정도로 상태가 좋지 않았다. 그러던 음력 8월 19일 저녁에 게장과 감을 먹고는 갑작스럽게 상태가 악화되어 24일에는 의식불명 상태에 빠진다. 이에 세제(영조)가 인삼과 부자를 사용할것을 강권하고, 어의 이공윤이 반대했지만 세제의 강권에 경종에게 인삼과 부자를 처방한다. 그러나 세제의 처방에 경종의 상태는 더 악화되어 8월 25일 창경궁 환취정에서 승하하였다. 경종이 승하하기 전, 게장과 꿀, 감, 인삼차 등을 수라로 든 일이 있어, 경종의 석연치 않은 죽음을 두고 영조 즉위 초에 경종 독살설이 유포되었다. 이는 이인좌의 난과 나주 괘서 사건 때도 언급되면서 영조의 재위 기간 내내 정통성과 관련한 아킬레스건으로 남게 되었다.

### 묘호와 시호
묘호는 경종(景宗)이며, '경(景)'은 사색(思索)을 좋아하고 크게 국사를 염려함을 일컫는다. 시호는 덕문익무순인선효(德文翼武純仁宣孝)이다.

### 능묘
능은 의릉(懿陵)으로 서울특별시 성북구 석관동에 위치하며 경종과 계비 선의왕후의 동원상하릉(同原上下陵)의 형태이다. 위쪽에는 경종이, 아래쪽에는 선의왕후의 능이 조성되어 있다.

## 경종 독살설
경종이 갑작스럽게 사망하자 병사가 아닌 독살 당한 것이라는 음모론이 단의왕후의 남동생 심유현 등 소론 과격파를 통해 돌기 시작했다. 소론 과격파는 연잉군이 어의의 경고를 무시하고 올린 인삼, 부자를 먹은 뒤 경종이 사망한 점을 주목해 연잉군이 경종을 독살했다고 주장했다.
경종 사후 이 독살설은 소론을 중심으로 확산되어 김일경의 모의 사건을 시작으로 이천해의 난동, 청주성을 중심으로 벌어진 이인좌의 난, 나주괘서사건 등 오랜 시간 영조의 정통성 시비문제로 비화되었다.
이 중 나주괘서사건의 주모자 신치운(申致雲)은 영조가 자신을 친국할 때 '신은 갑진년(1724년)부터 게장을 먹지 않습니다.'라며 경종 독살설을 간접적으로 운운하였는데 이 말을 들은 영조는 분통해하며 눈물을 흘리기도 하였다.
1754년(영조 30년), 영조는 본인은 경종의 죽음과 무관하다는 내용을 《천의소감》에 기록하기도 하였다.

## 가족 관계
| 조선 제20대 국왕 | 경종대왕 景宗大王 | 출생                                                        | 사망                                                             |
| 조선 제20대 국왕 | 경종대왕 景宗大王 | 1688년 11월 10일 (음력 10월 28일) 조선 한성부 창경궁 취선당 | 1724년 9월 30일 (음력 8월 25일) (35세) 조선 한성부 창경궁 환취정 |

|      |                                           | 본관 | 생몰년          | 부모                                                                | 비고                                                                  |
| ---- | ----------------------------------------- | ---- | --------------- | ------------------------------------------------------------------- | --------------------------------------------------------------------- |
| 부   | 숙종대왕 肅宗大王                         | 전주 | 1661년 - 1720년 | 현종대왕 顯宗大王 명성왕후 김씨 明聖王后 金氏                       | 제19대 국왕                                                           |
| 법모 | 인현왕후 민씨 仁顯王后 閔氏               | 여흥 | 1667년 - 1701년 | 여양부원군 민유중 驪陽府院君 閔維重 은성부부인 송씨 恩城府夫人 宋氏 | • 1689년 폐위 • 1694년 복위                                           |
| 모   | 희빈 장씨 禧嬪 張氏 옥산부대빈 玉山府大嬪 | 인동 | 1659년 - 1701년 | 장형 張炯 파평 윤씨 坡平 尹氏                                       | • 1689년 왕비 책봉 • 1694년 빈으로 강등 • 1701년 무고의 옥으로 사사됨 |

|      | 시호                                              | 본관 | 생몰년          | 부모                                                                | 비고 |
| ---- | ------------------------------------------------- | ---- | --------------- | ------------------------------------------------------------------- | ---- |
| 정비 | 단의왕후 심씨 端懿王后 沈氏                       | 청송 | 1686년 - 1718년 | 청은부원군 심호 靑恩府院君 沈浩 영원부부인 박씨 靈原府夫人 朴氏     |      |
| 계비 | 선의왕후 어씨 宣懿王后 魚氏 경순왕대비 敬純王大妃 | 함종 | 1705년 - 1730년 | 함원부원군 어유구 咸原府院君 魚有龜 완릉부부인 이씨 完陵府夫人 李氏 |      |

## 경종이 등장하는 작품

### 드라마
| - 《인현왕후》 (MBC, 1988년, 배우:김성환) - 《장희빈》 (KBS2, 2002년, 배우:곽정욱아역) - 《장희빈》 (KBS, 2002년, 배우:이승형) - 《동이》 (MBC, 2010년, 배우:윤찬) - 《대박》 (SBS, 2016년, 배우:현우, 이태우) - 《해치》 (SBS, 2019년, 배우: 한승현) | - 《요화 장희빈》 1968년, (배우:김정훈) - 《경종수정실록》 |

## 같이 보기
| - 숙종 - 희빈 장씨 - 서인 · 남인 - 기사환국 - 갑술환국 - 무고의 옥 | - 영조 - 노론 · 소론 - 이이명 - 신임사화 - 이인좌의 난 - 나주괘서사건 |